# Michael Koch (rokometaš)
Michael Koch, švedski rokometaš, * 26. januar 1942.
Leta 1972 je na poletnih olimpijskih igrah v Münchnu v sestavi švedske rokometne reprezentance osvojil sedmo mesto.